# 소니 α9
소니 α9(Sony α9, 소니 알파나인), 모델 ILCE-9는 풀프레임 미러리스 렌즈 교환식 카메라이다. 2017년 기준으로 소니의 플래그십 카메라였다. 이 카메라는 디지털 카메라의 α7 계열의 뒤를 잇는 제품은 아니지만 해당 제품을 보충한다. 2017년 4월 19일 소니는 α9의 특징을 진정한 전문가용 미러리스 카메라 시스템으로 언급하였다. α9은 니콘 D5, 캐논 EOS-1D X Mark II와 비교되고 있다.
소니는 2017년 5월 판매일과 함께 α9의 판매가를 $4,499.00로 책정하였다.
α9의 주요 기능은 240개 raw 버퍼 또는 362개의 JPEG 이미지를 대상으로 초당 20프레임 촬영이다. 다른 기능으로 소니는 블랙아웃 문제가 없는 촬영을 이야기한다. 전통적인 DSLR에서 미러의 상하 움직임은 고속 연사 모드에서 촬영 시 일시적인 블랙아웃을 일으킨다. α9은 스택 CMOS와 BIONZ X 프로세서의 강화된 처리 능력 덕분에 EVF를 통해 이 문제를 해결한다.

## 같이 보기
- 소니 α7 II
- 소니 α7R II